# USS Osmond Ingram (DD-255)
«Осмонд Інгрем» (англ. USS Osmond Ingram (DD-255) — військовий корабель, ескадрений міноносець типу «Клемсон» військово-морських сил США за часів Другої світової війни.
Есмінець «Осмонд Інгрем» закладений 15 жовтня 1918 року на верфі Bethlehem Shipbuilding Corporation (Fore River Shipyard) у Квінсі, де 23 лютого 1919 року корабель був спущений на воду. 28 червня 1919 року він увійшов до складу ВМС США. Есмінець брав активну участь у бойових діях на морі в Другій світовій війні, бився в Атлантиці та на Тихому океані, супроводжував атлантичні конвої. За проявлену мужність та стійкість у боях корабель заохочений шістьма бойовими зірками та Президентською відзнакою.

## Історія служби
24 червня 1922 року після кількох років служби в Атлантичному флоті, «Осмонд Інгрем» вивели з експлуатації до резерву і перевели до Філадельфії. Літом 1940 року корабель зняли зі зберігання, провели модернізацію в малі гідроавіаносці та під номером AVD-9 22 листопада 1940 року він повернувся до бойового складу флоту. 15 січня 1941 року вийшов до пункту базування в порту Сан-Хуан, Пуерто-Рико. Зоною патрулювання гідролітаків, що базувалися на «Осмонд Інгрем», був район Тринідад, Сан-Хуан, Антигуа. Потім корабель перевели до зони Панамського каналу, з базуванням на Салінасі, Еквадор та на Галапагоських островах до червня 1942 року.
До кінця 1942 року «Осмонд Інгрем» після перероблення знову на есмінець, він входив до складу ескортних сил, що діяли між Тринідадом, Ресіфі та Белемом. Потім перейшов до Північної Атлантики, де виконував завдання щодо протичовнового супроводження союзних конвоїв. 13 грудня 1943 року «Осмонд Інгрем», діючи у Центральній Атлантиці західніше Канарських островів у складі ескортної групи ескортного авіаносця ВМС США «Боуг», у взаємодії з палубними літаками «Евенджер» і «Вайлдкет» та есмінцями «Джордж Баджер», «Клемсон» та «Дюпон» глибинними бомбами та торпедами потопив німецький підводний човен U-172.